# Бережной Анатолій Семенович
Бережной Анатолій Семенович (нар. 19 вересня (2 жовтня) 1910 — 15 грудня 1996) — український хімік і технолог в галузі силікатів. Академік АН УРСР (1979). Батько фізика Юрія Бережного.

## Біографія
Народився в с Остап'є Хорольського повіту на Полтавщині (нині с. Остап'є Великобагачанського району Полтавської області України в родині заслуженого лікаря УРСР Семена Бережного.
Учень лауреата Сталінської премії («за розробку методу виготовлення ангідридного цементу», 1942), на той час члена-кореспондента Академії наук УРСР П. П. Будникова.
Від 1955 до травня 1967 року — директор Українського інституту вогнетривів. З 1975 викладав у Харківському політехнічному інституті.
З 1948 член-кореспондент АН УРСР.

Обраний дійсним членом Академії наук УРСР 26 грудня 1979 року за спеціальністю хімія і технологія неорганічних будівельних матеріалів.
1998 року Українському науково-дослідному інституту вогнетривів присвоєне його ім'я.

## Наукова діяльність
Працював над синтезом вогнетривів, вивчав реакції в твердих фазах у силікатних системах, розробляв нові технологічні процеси виробництва хромітових, термостійких магнезитових та ін. вогнетривів.
Автор понад 70 наукових праць. Результати досліджень та його розробки нових вогнетривів успішно застосовуються в промисловості.